# Totsukanotsurugi

Totsukanotsurugi (jap. 十束剣, 十握剣, 十拳剣 lub 十掬剣) – miecze występujące w mitologii japońskiej.
Jego nazwa oznacza "Miecz długości 10 tsuka (tsuka (jap. 束) jest dawną jednostką długości równą szerokości pięści)". Powszechnie nazywany jest "długim mieczem", chociaż w mitologii nie ma wzmianki o takim nazewnictwie.
Pojawia się w mitologii jako miecz, którym Izanagi zabija Kagutsuchi ćwiartując jego ciało na osiem części, z których powstają wulkany. Następnie miecz ten znajdował się w posiadaniu Amenoohabari. Później wspomniany jest także w scenie ucieczki z Yomi.
Podczas zawierania paktu pomiędzy Amaterasu a Susanoo jest mieczem w posiadaniu Susanoo, z którego Amaterasu stwarza 3 boginie. Następnie Susanoo wykorzystuje go w walce z ogromnym wężem Yamata no Orochi. W tym micie miecz zwany jest Amenohabakiri (jap. 天羽々斬 dosł. "Zabójca Ogromnego Niebiańskiego Węża"). Został on wyszczerbiony na ogonie węża, w którym znajdował się Miecz-Trawosiecz. Po tym wydarzeniu Totsukanotsurugi przechowywany był w Isonokami Futsumitama jinja. Za panowania cesarza Sujin został ofiarowany w świątyni Isonokami jingū.
W podaniu "o Yamasachihiko i Umisachihiko" Yamasachihiko zgubił haczyk, którym Umisachihiko łowił ryby. Aby to zrekompensować zniszczył własny Totsukanotsurugi i wykonał z niego mnóstwo haczyków.
W podaniu Ashihara no Nakatsukuni Heitei na pogrzebie Amenowakahiko bóstwo Ajisukitakahikone w gniewie rozcina przy pomocy Totsukanotsurugi (jap. 十掬剣) pomieszczenie żałobników. W efekcie Takemikazuchi w obecności Ōkuninushi wyrzucił ów miecz do morza w pozycji ostrzem ku górze. Następnie miecz został przekazany pierwszemu cesarzowi - Jimmu.
Miecz o takiej nazwie pojawia się także w podaniach o podboju Kumaso przez cesarza Chūai.